# Monte Verità
Le Monte Verità (littéralement la « colline de la Vérité ») est une colline de 332 mètres d'altitude située sur le territoire d'Ascona, au-dessus du lac Majeur, dans le canton du Tessin en Suisse, qui a été le berceau de nombreux événements culturels et de communautés utopiques depuis le début du XXe siècle. Son origine comme destination populaire trouve sa source avec les randonneurs Wandervogel au cours de la période du Lebensreform,.

## Histoire

### Monte Monescia
Non loin de là, à Tegna, se trouvent des vestiges d'un lieu de culte illyrien, qui suggèrent la présence d'un peuple d'Illyrie dans la région avant l'implantation progressive du christianisme. En 1585, au pied de la colline nommée Monte Monescia, le Collegio Papio est édifié à l'instigation de Charles Borromée. Le Collegio Papio doit son nom à Bartolomeo Papio, un villageois d'Ascona qui prescrivit dans son testament d'instituer un Collegio avec sa fortune. Au fil des siècles, le Collegio abrita différentes formations ecclésiastiques. Il est depuis 1927 une école catholique faisant partie du système de maturité fédérale de la Confédération,.

### Présence de quelques anarchistes
Après s'être évadé de prisons russes, le révolutionnaire et théoricien anarchiste Mikhaïl Bakounine vient finir ses jours dans la région. Fatigué par ses échecs et affaibli par sa mauvaise santé, il aspire à une vie plus paisible et communautaire. Entre 1869 à 1873, Bakounine attire de nombreux anarchistes russes dans la région et rédige Étatisme et anarchie, son œuvre principale. En 1871, Nietzsche, âgé de 27 ans, réalise un court séjour à Ascona où il achève la rédaction de La Naissance de la tragédie.

### Depuis 1900

#### Fondation

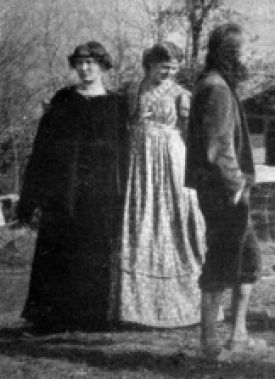
Ida Hofmann-Oedenkoven, Lotte Hattemer et Henri Oedenkoven, fondateurs du Monte Verità (hiver 1902–1903).

Épuisé par la frénésie du développement industriel et par les modes de vie bourgeois, un groupe de jeunes composé de Henri Oedenkoven, Karl Gräser, Gustav Gräser, Ida Hofmann, Jenny Hofmann, Lotte Hattemer et Ferdinand Brune quitte l'Allemagne pour un lieu idéal afin de mener des cures de bains d'air, de soleil et d'eau. En 1899, ils s'installent dans un sanatorium édifié par le Suisse Arnold Rikli à Bled, anciennement dans l'empire austro-hongrois, où le lac, les collines et le château attirent de nombreux curistes depuis une dizaine d'années. Mais la présence de la bourgeoisie dans la région les dérange. Le groupe de jeunes aspire à une réforme de la vie basée sur le retour à une vie simple, le matriarcat et le végétarianisme.
En 1900, les six pionniers achètent pour 150 000 francs (c'est Henri Oedenkoven, âgé de 25 ans, riche héritier d'un homme d'affaires d'Anvers, et sa compagne, la professeur de piano Ida Hofmann, qui versent l’essentiel de la somme) un terrain d’un hectare et demi sur la colline connue sous le nom de Monte Monescia, au-dessus d'Ascona, afin de s'y établir lui et ses amis. Fascinés par la théosophie, le taoïsme et le bouddhisme, les fondateurs cherchent une vérité, d'où leur idée de rebaptiser le site « Monte Verità », littéralement la colline de la vérité. La colonie est initialement établie sur les principes du socialisme primitif, et devient par la suite pionnière du végétarisme individualiste. Les colons « abhorraient la propriété privée, pratiquaient un code moral rigide, le strict végétarisme et le nudisme. Ils rejetaient les conventions en matière de mariage, de vêtements, de partis politiques et de dogmes. Les repas sont composés de fruits et légumes de la région, l'alcool y est banni et les habits sont faits de lin ou de coton. Néanmoins, Henri Oedenkoven ne cache pas sa volonté de réaliser un projet économique viable : un lieu de cure payant. Mais la circulation de l'argent au sein de la colonie n'est pas approuvé par les frères Gräser : le peintre et poète mystique Gustav Gräser se réfugie dans une grotte à deux kilomètres du futur sanatorium. Karl se retire également dans une propriété, bientôt rejoint par Jenny et Lotte, tous ayant vendu leur part à Henri Oedenkoven et Hofmann. Un an après la fondation, « une structure en deux parties est créée : d'une part, l'institution de guérison naturelle d'Oedenkoven et Hofmann en tant qu'entreprise privée, d'autre part, le sanctuaire des frères Gräser, qui est ouvert aux persécutés et aux opprimés de tous les pays. Pour une meilleure distinction, leur isolement doit être appelé Monte Gusto ». Dans un premier temps, la présence de l'argent dans l'institution est dissimulée et le troc privilégié.

#### Monte Verità
En 1904, la construction de la Casa Anatta et de la Maison Centrale par l'architecte Walter Hoffman permet à Henri Oedenkoven de fonder officiellement la Colonie coopérative végétarienne Monte Verità. Les médias commencent à rapporter l'existence d'un lieu de cure nommé Monte Verità où l'alimentation est végétalienne. En 1905, la colonie du Monte Verità s'étend sur 3,5 hectares. Elle est composée de propriétés privées, d'un parc commun et d'un parc pour des cures d'air où les hommes et les femmes sont séparés. Le bâtiment principal comporte un restaurant, une bibliothèque, une salle de lecture et un salon pour la musique. On y offre pension en échange de travail à toutes les personnes intéressées par un régime végétarien.
Le lieu attire de nombreuses personnalités, notamment les révolutionnaires communistes Lénine et Trotsky, et l'anarchiste Bakounine. Après un premier séjour au Monte Verità, le médecin anarchiste Raphaël Friedeberg dit ne plus rien attendre de la politique parlementaire et adopte des positions anarchistes. Il emménage à Ascona en 1904 et y demeure jusqu'à la fin de ses jours. Il devient le médecin du Monte Verità et d'une partie de la population démunie d'Ascona sans réclamer de salaire pour ses services. Il attire aussi des personnages perturbés : le médecin psychanalyste Otto Gross y sème la zizanie à chacun de ses séjours et aide en 1906 son amie et patiente Lotte Hatemmer à se suicider, en lui procurant du poison. Il est également soupçonné d'avoir aidé à mourir Sophie Benz, peintre et anarchiste, retrouvée morte d'une surdose de cocaïne en 1911.

#### Danse moderne puis occultisme
En 1913, Rudolf Laban, qui a entendu parler des cures végétariennes des rives du lac Majeur, arrive au Monte Verità avec l'intention d'y fonder une école d'art de vivre. Il dispense des cours d'été de 1913 à 1919 dans lesquels les élèves dansent au contact de la nature, jardinent et cousent leurs propres vêtements. Les cours de danse ont lieu à l'extérieur, sans chaussures et parfois nu afin de sentir la terre et le vent. Laban se différencie de l'héritage de Jacques-Dalcroze en souhaitant séparer la danse de la musique. La présence de Rudolf Laban attire de nombreuses personnalités de la danse moderne dont Suzanne Perrottet, Miaja Lederer, Mary Wigman, Dussia Bereska, Katja Wulff, Sophie Täuber et Charlotte Bara. Lors de l'été 1913, Mary Wigman y invente sa fameuse danse de la sorcière (Hexentanz). Jacques-Dalcroze a notamment séjourné au Monte Verità en 1909.
En 1917, à l'instigation d'Ida Hofmann, l'occultiste Theodor Reuss, maître de l'Ordo Templi Orientis, organise un ensemble de conférences couvrant de nombreux thèmes tels que les sociétés sans nationalisme, les droits des femmes, la mystique de la franc-maçonnerie, la danse en tant qu'art, les rituels et la religion.

#### Départ des pionniers, arrivée d'Eduard von der Heydt

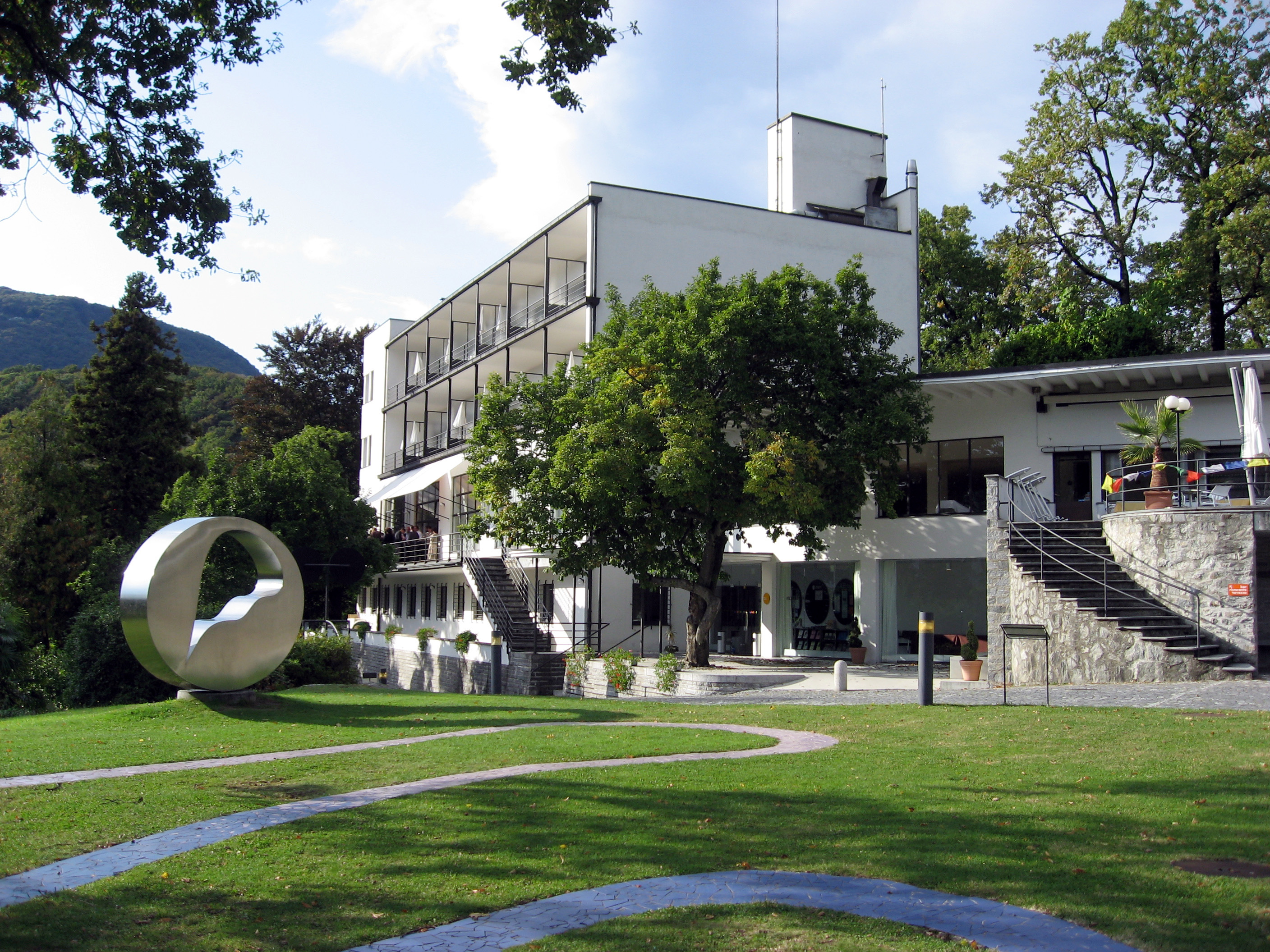
Hôtel moderniste par Emil Fahrenkamp.

En raison de difficultés financières, Henri Oedenkoven avec une nouvelle compagne et aussi avec Ida émigrent au Brésil en 1920. Ida Hofmann y meurt en 1926. De 1923 à 1926, le site du Monte Verità est géré comme un hôtel par les artistes Werner Ackermann, Max Bethke et Hugo Wilkens, jusqu'à son acquisition en 1926 par le Baron Eduard von der Heydt sur les recommandations de Marianne von Werefkin. Le baron, ancien banquier de l’empereur Guillaume II, et le plus grand collectionneur d’art de son époque, s’installe dans la Casa Anatta (Maison de l'âme), construite en 1902 par H. Oedenkoven dans le style théosophique, qui va abriter sa collection d’art.
L'année suivante, un nouvel hôtel est construit par l'architecte appartenant au mouvement Bauhaus Emil Fahrenkamp. Grâce à l'hôtel, la colline retrouve sa réputation de lieu de cure bien que la végétarisme ait été remplacé par la gastronomie. On y pratique entre autres le tennis, le yoga, la musique, la danse et la méditation. En 1928, le Teatro San Materno est construit par l'architecte Carl Weidemeyer qui a construit plusieurs maisons particulières dans la région.
Eduard von der Heydt accepte de céder son terrain au canton du Tessin, à condition qu'elle continue de maintenir sa tradition de centre culturel. Von Heydt décédant en 1964, le site devient alors la propriété du canton du Tessin. Depuis 1989, une partie des installations présente sur la colline est gérée par la fondation Monte Verità, co-établie par le Canton du Tessin et l'ETHZ.

## Installations
Le Monte Verità héberge actuellement la salle de conférence Centro Stefano Franscini de l'ETH de Zurich, ainsi qu'un musée composé de trois bâtiments : la Casa Anatta, un bâtiment au toit plat et en bois qui fut le quartier général des végétariens de la colonie et qui abrite aujourd'hui une exposition retraçant l'Histoire du site ; la Casa de Selma, un petit bâtiment qui fut utilisé pour héberger les adeptes du bain de soleil du Sanatorium ; et un bâtiment hébergeant la peinture panoramique The Clear World of the Blessed, d'Elisar von Kupffer. La colline est également agrémentée d'un jardin de thé et d'une maison de thé japonaise.

## Personnalités liées

### Résidents
- Henri Oedenkoven
- Karl Gräser
- Gustav Gräser (Gusto)
- Ida Hofmann
- Jenny Hofmann
- Lotte Hattemer (de)
- Ferdinand Brune
- Mikhaïl Bakounine
- Otto Gross
- Hermann Hesse
- Rudolf Laban
- Erich Mühsam
- Johannes Nohl

### Hôtes
- Friedrich Nietzsche
- Carl Gustav Jung
- Erich Maria Remarque
- Hugo Ball
- Else Lasker-Schüler
- Stefan George
- Isadora Duncan
- Paul Klee
- Carlo Mense
- Arnold Ehret
- Rudolf Steiner
- Mary Wigman
- Max Picard
- Ernst Toller
- Henry Van de Velde
- Fanny zu Reventlow
- Frieda et Else von Richthofen
- Erich Mühsam
- Karl Wilhelm Diefenbach
- Walter Segal
- Max Weber
- Gustav Stresemann
- Suzanne Perrottet
- Miaja Lederer
- Mary Wigman
- Sophie Taeuber-Arp
- Charlotte Bara
- Walter Gropius
- Josef et Anni Albers

## Dans la culture
Daphné du Maurier a donné une version romancée de la colonie du Monte Verità dans une brève nouvelle intitulée « Monte Verità », publiée dans Le pommier en 1952, rééditée en 2012 dans le livre intitulé Des Oiseaux et d'Autres Histoires (éd. Magnard). Le roman d'A. S. Byatt Le Livre des Enfants, paru en 2009 (Flammarion 2011) mentionne la colonie, tout comme le roman épistolaire (1996) Night Letters de Robert Dessaix (trad. française, Night Letters: Lettres de Venise, Le Reflet, 2001).
Le Monte Verità est le théâtre de moments très forts dans la trilogie intitulée Suffrajitsu: Mrs. Pankhurst's Amazons (en), un roman graphique paru en 2015.
En 2016, le peintre Axel Sanson intitule l'un de ses tableaux La Danse suisse ou Monte Verità, en hommage à la colline.
En 2021, le cinéaste suisse Stefan Jäger (de) réalise Monte Verità L'ivresse de la liberté (de), un film qui montre ce que fut au début du XXe siècle (l'histoire se passe en 1906) la colonie libertaire qui y vivait et combien le mouvement a marqué l'histoire de la contre-culture mondiale.

### Filmographie
- Henry Colomer, Monte Verità : l'utopie d'un nouvel âge, Paris, AMIP, 1996.

### Radio
- « La communauté de Monte Verità en Suisse », « Affaires sensibles », France-Inter, 22 janvier 2021